# Wodiana Bałka (obwód połtawski)
Wodiana Bałka (ukr. Водяна Балка) – wieś na Ukrainie, w obwodzie połtawskim, w rejonie połtawskim, w hromadzie Dykańka. W 2001 liczyła 717 mieszkańców, spośród których 694 wskazało jako ojczysty język ukraiński, 11 rosyjski, 1 węgierski, a 11 inny.